# Orangutan sumaterský
Orangutan sumaterský (Pongo abelii) je jeden ze tří druhů orangutanů. Žije pouze na indonéském ostrově Sumatra. Je vzácnější než orangutan bornejský. V přehledu EDGE, který hodnotí ohroženost a zároveň evoluční vývojovou významnost, mu v roce 2018 připadá mezi savci 43. místo.

## Popis
Samci tohoto druhu dorůstají výšky 1,4 m a hmotnosti 90 kg. Samice jsou o něco menší, dosahují průměrné výšky 90 cm a hmotnosti 45 kg. V porovnání s jejich bornejskými příbuznými jsou sumaterští orangutani štíhlejší a mají protáhlejší tváře, delší srst, která má světlejší oranžový odstín.
V přírodě se dožívají věku zhruba 50 let, v zoologické zahradě v australském Perthu byl chován jedinec starý 60 let.

## Chov v zoo
V evropských zoo je orangutan sumaterský chován v pouhých 29 zoo, z toho v 11 v Německu. V rámci Evropské asociace zoologických zahrad a akvárií (EAZA) je chováno cca 170 jedinců.
V Česku je orangutan sumaterský k vidění pouze v Zoo Praha, která příběh ohrožení a ochrany tohoto druhu připomíná v rámci kampaně Vzácní a jedineční.
V roce 2024 v pražském pavilonu Indonéská džungle žije pětičlenná skupina:
PAGY: narozený 23.7. 2001 v Zoo Hodonín, geneticky cenný chovný samec: syn samice Upity a samce Kamy (27.6.1971-27.2.2013). Kamovi rodiče Soňa a Bimbo přijeli do Československa jako mláďata ze sumaterské volné přírody a Kama se v Praze narodil jako první mládě svého druhu v československých zoologických zahradách.
MAWAR a její dcera DIRI, narozena v Praze 3.2.2013 (otec Padang). Jméno Mawar znamená v indonéštině Růže. Jméno Diri znamená v indonéském jazyce "já" nebo "sám". Kmotry mláděte Diri (jméno dostalo dříve, než bylo spolehlivě určeno pohlaví) se stala autorská dvojice Zdeněk Svěrák a Jaroslav Uhlíř.
PUSTAKAWAN (KAWI): syn Pagyho a Mawar narozený 17.11.2020 v zoo uzavřené pro návštěvníky v průběhu druhé epidemické vlny covidu-19. Jméno Pustakawan znamená v indonéštině Knihovník a odkazuje na populární knižní postavu světa Zeměplochy od autora Terryho Pratchetta, který se během svého života aktivně angažoval také v ochraně orangutanů.
HARAPAN (HARY): syn Pagyho a Diri narozený 2.5.2024. Jméno pochází z indonéštiny a znamená Naděje. Matka Diri se o svého prvního potomka vzorně stará, orangutaní matky mláďata odstavují až kolem věku čtyř pěti let.
Na Slovensku chová tento druh Zoo Bratislava, kde žije Pagyho geneticky cenný starší bratr Filip (*2000, Zoo Hodonín). V roce 2023 se zde narodilo Filipovo mládě.
Křížence orangutana sumaterského a bornejského Ferdu, který se narodil v roce 1969 v německé zoo ve Frankfurtu nad Mohanem, získala v jeho třech letech Zoo Praha; po poškození areálu po povodních v roce 2002 se přestěhoval do Zoo Ústí nad Labem, kde zemřel v dubnu 2024 ve věku 54 a půl roku.

## Galerie

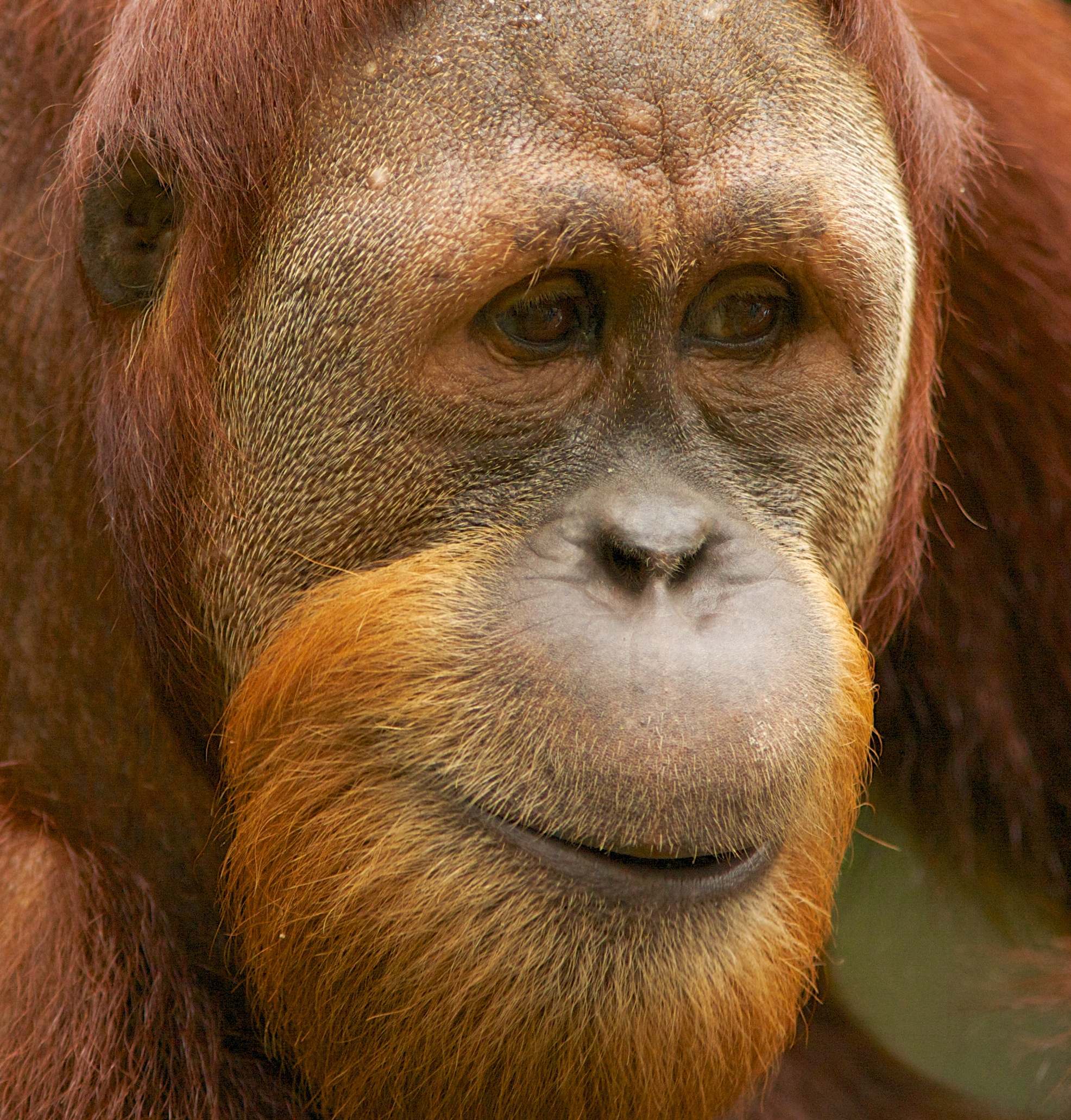
Orangutan sumaterský
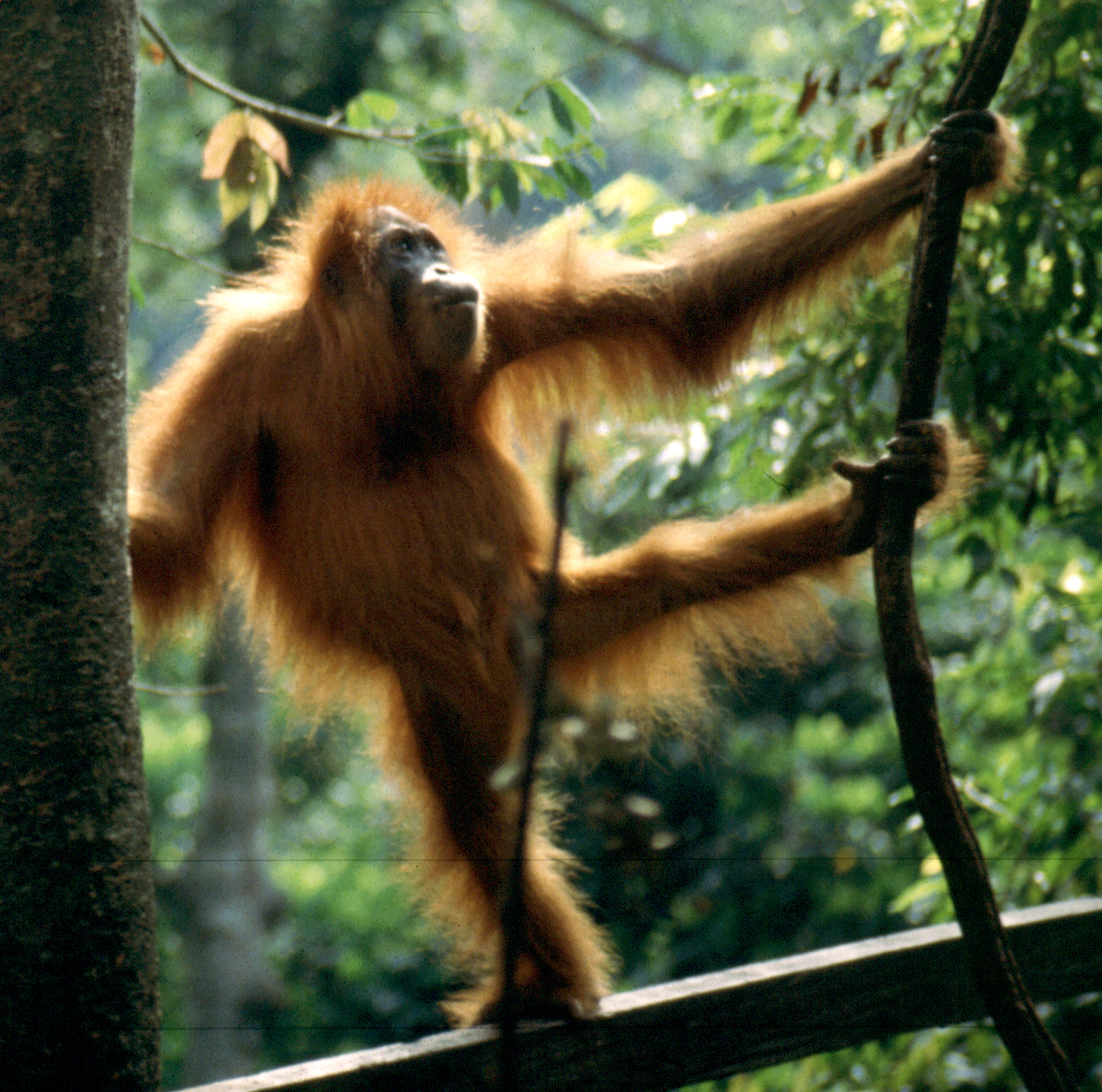
Orangutan sumaterský
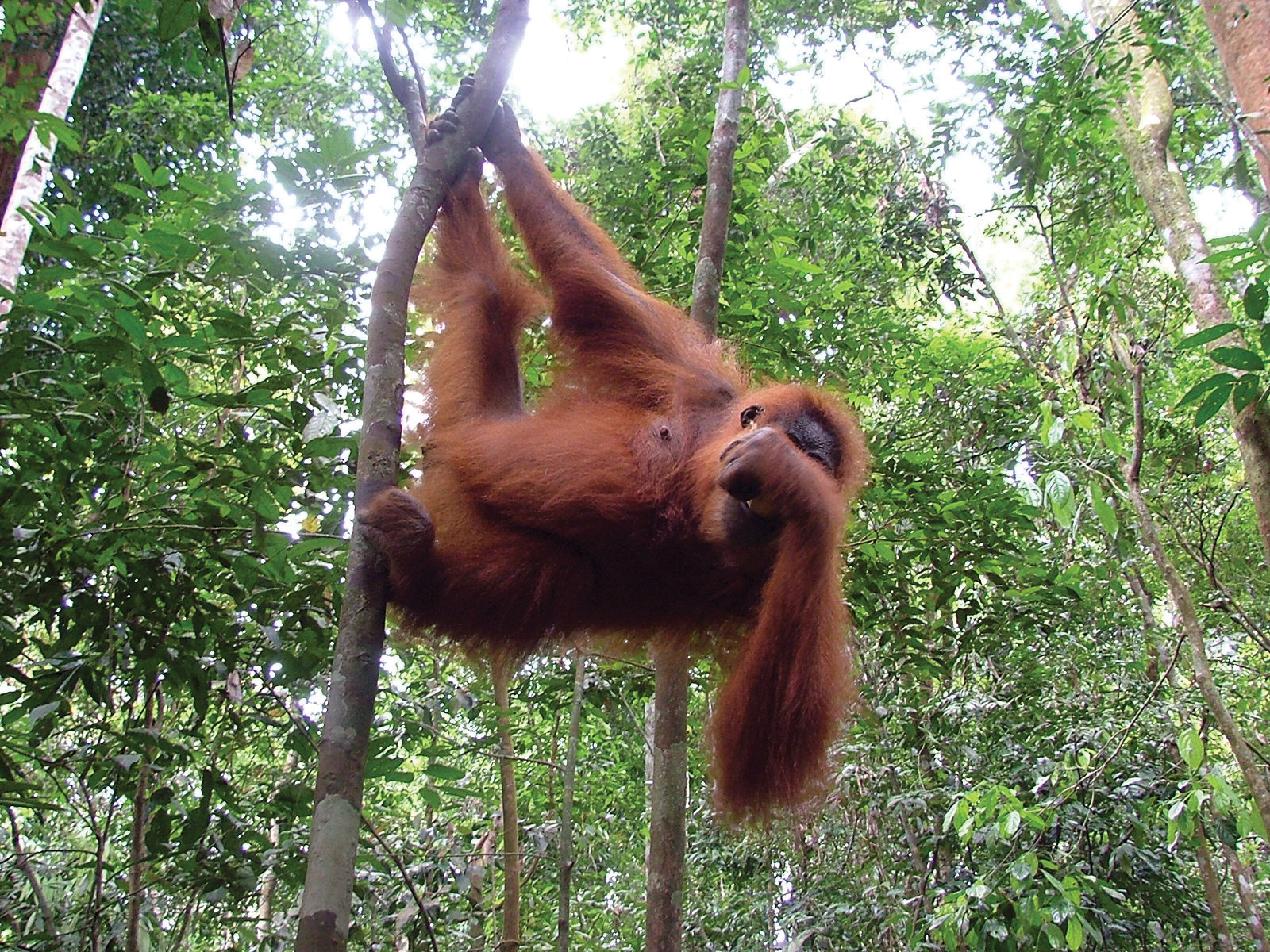
Orangutan sumaterský
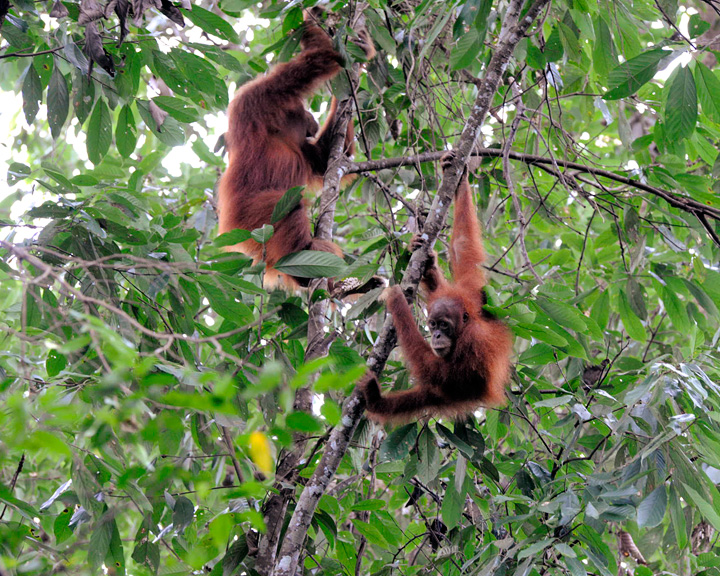
Orangutan sumaterský
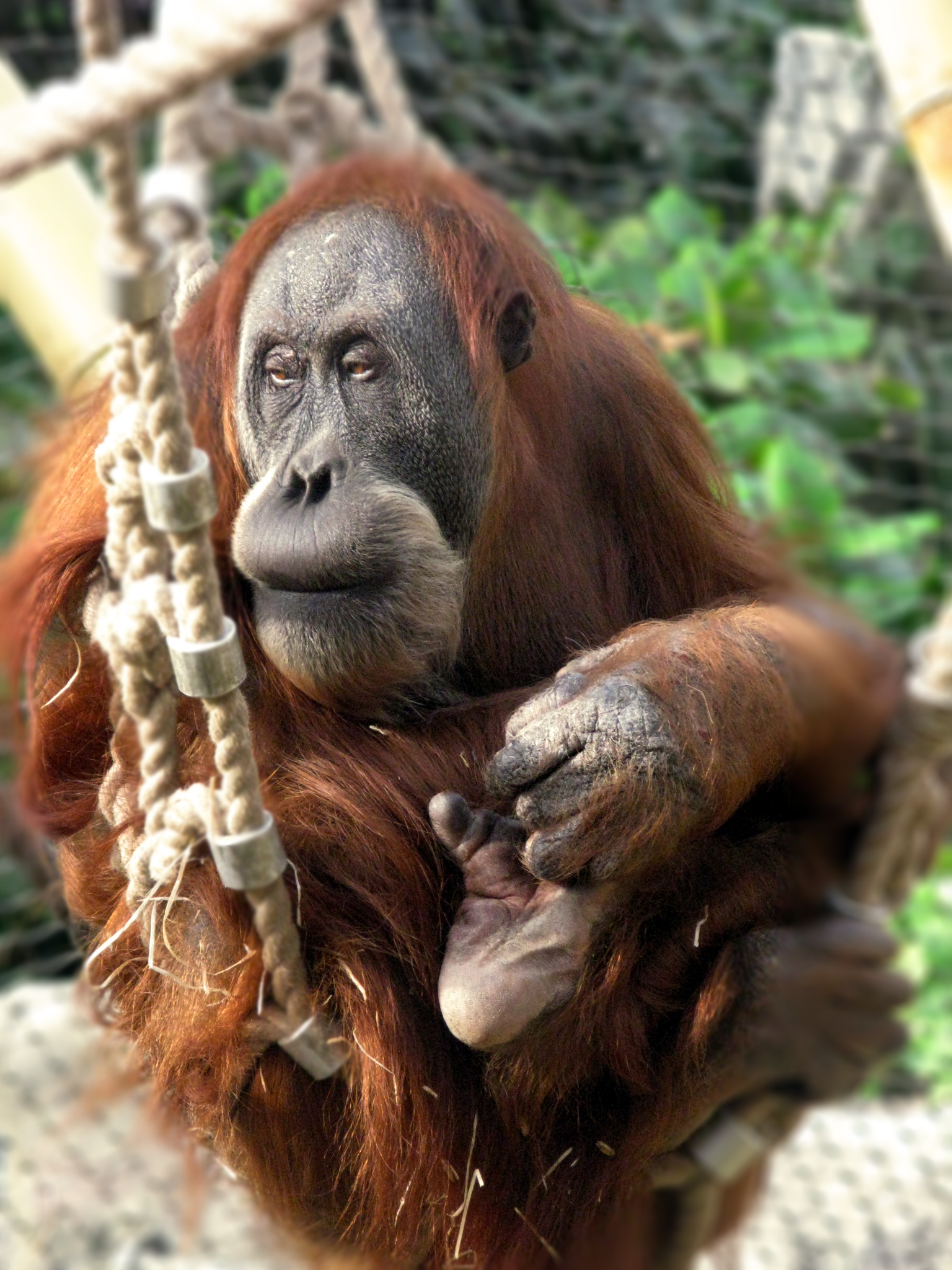
Orangutan sumaterský